# 八木橋正雄
八木橋 正雄（やぎはし まさお、1952年1月7日 - ）は、日本の言語学者、現代ギリシア語方言学・ギリシア語（現代・中世・コイネー・古代）全般の研究者である。

## 人物・来歴
東京都生れ、神奈川県横浜市在住。
キプロスのレフコシアで、メネラオス・クリストドゥロウの個人教授（キプロス方言）を受ける。
東京写真大学（現東京工芸大学）を卒業。
経済産業省（当時「通商産業省」）の特許の審査に関わる業務（工業所有権研究室員等）にたずさわる。特許庁審査官・審判官を歴任。
古代ギリシア語、現代ギリシア語の学習書を多く著わす。多くは私家版である。
ギリシアの習俗・古代ギリシア遺稿の記録写真および中国の鉄道・習俗のフォトグラファーとして2005年に「八木橋正雄写真展」、2006年に「八木橋正雄写真展：『惜別 中国の蒸気機関車』」、2007年に「個展『古代ギリシア文明の光と影』」、2015年に「八木橋正雄写真展『佳き日の蒸気機関車』」等の個展を開催している。

## 著作
- 現代ギリシャ語の基礎 1984年／大学書林

ほかに多数の自費出版による著作がある。

## 雑誌寄稿
- 「ギリシアの方言」『言語』33(7)、大修館書店、2004年
- 八木橋正雄「現代ギリシャ語キプロス方言のアウトラインについて<研究ノート>」『プロピレア』第4巻、ギリシア語・文学研究会、1992年12月、49-55頁、CRID 1050014791009113472、NAID 120004025704。
- 八木橋正雄「アルベルト・トゥンプ『現代ギリシャ民衆口語ハンドブック』、ルイ・ルーセル『現代ギリシャ口語文学記述文法』、ΚΕΜΕ『現代ギリシャ語規範文法』<『プロピレア』創刊十周年記念特集 「ギリシア語を学ぶ」><現代ギリシア語>」『プロピレア』第10巻、日本ギリシア語ギリシア文学会、1998年12月、50-54頁、CRID 1050296265985805568。
- 八木橋正雄「現代ギリシャ語キプロス方言のアウトライン(2)<研究ノート>」『プロピレア』第11巻、日本ギリシア語ギリシア文学会、1999年12月、40-46頁、CRID 1050296265985798144、ISSN 09157425、NAID 40004856057。
- 八木橋正雄「LES DIALECTS DU GREC MODERNE<article> / 現代ギリシア語の諸方言について<論文>」『プロピレア』第16巻、日本ギリシア語ギリシア文学会、2004年12月、1-3頁、CRID 1050577740962540416。
- 八木橋正雄「テオクリトスからウエルギリウスへ(牧歌の誕生)<論文>」『プロピレア』第18巻、日本ギリシア語ギリシア文学会、2006年12月、5-15頁、CRID 1050859215939216512、ISSN 09157425、NAID 40018701645。

## 評論
- 原産地名称に関する英国の判決 / 欧州特許制度研究会[編][M.Y.担当]1993年／A.I.P.P.I.